# Wesley Woodyard
(en) Statistiques sur pro-football-reference
Wesley Woodyard Jr. (né le 21 juillet 1986) est un linebacker américain pour les Titans du Tennessee de la National Football League (NFL). En 2008, il est signé en tant qu'agent libre non drafté par les Broncos de Denver. Il joue au football universitaire pour les Wildcats de l'université du Kentucky.

## Jeunesse
Woodyard est né à LaGrange en Géorgie et fréquente le lycée LaGrange. Il est Georgia class AAA Defensive Player of the year par l’Atlanta Journal-Constitution. En tant que letterman pendant quatre ans et titulaire pendant deux ans comme outside linebacker, l'équipe enregistre une fiche de 51-3 au cours de ses trois saisons, remportant deux championnats nationaux.

## Carrière universitaire

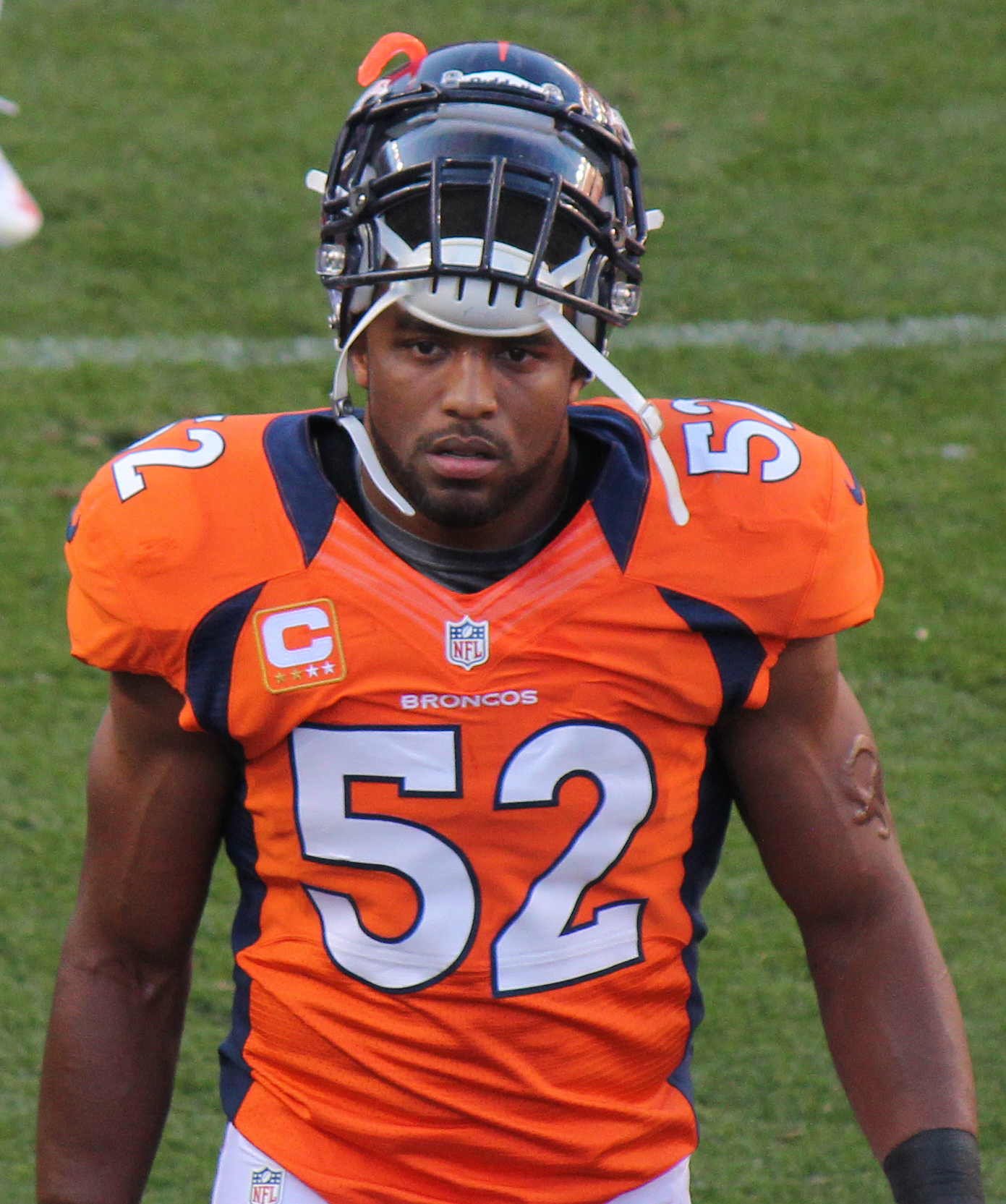
Wesley Woodward en 2012

Woodyard s'inscrit à l'université du Kentucky où il joue au football américain pour les Wildcats.
En 2004, son année freshman, Woodyard joue dans les huit premiers matchs et à mi-saison, il passe du poste de safety à celui de linebacker. Il enregistre 34 tacles, dont 23 en solo, pour la saison et est sélectionné dans la première équipe Freshman All-SEC par les entraîneurs de la SEC.
En 2005, en tant que sophomore, il est titulaire dans les 11 matchs au poste de linebacker. Pour la saison, il réalise 100 tacles dont 57 en solo et sept tacles for loss. Il reçoit une mention honorable des deuxièmes équipes Sophomore All-American et All-SEC.
Durant la saison 2006, en tant que junior, Woodyard est titulaire des 13 matchs des Wildcats, toujours au poste de linebacker, menant l’équipe avec 122 tacles et 9,5 tacles for loss. Pour la saison, il remporte le titre de MVP défensif du Music City Bowl.
En tant que senior, en 2007, il commence les 13 matchs, menant l’équipe avec 138 tacles.

### Statistiques universitaires
| Année  | Équipe               | Statut | MJ |       | Plaquages | Plaquages | Plaquages | Plaquages |       | Interceptions | Interceptions | Interceptions | Interceptions |  | Fumbles | Fumbles |
| Année  | Équipe               | Statut | MJ | Total | Seul      | Ast.      | Sacks     | Nb.       | Yards | Déf.          | TD            | Nb.           | Rec.          |  |         |         |
| 2004   | Wildcats du Kentucky | FR     | 8  | 34    | 23        | 11        | 0         | 0         | 0     | 0             | 0             | 0             | 0             |  |         |         |
| 2005   | Wildcats du Kentucky | SO     | 11 | 100   | 69        | 31        | 2         | 1         | 0     | 0             | 0             | 0             | 0             |  |         |         |
| 2006   | Wildcats du Kentucky | JR     | 13 | 122   | 80        | 42        | 2         | 1         | 0     | 0             | 0             | 0             | 0             |  |         |         |
| 2007   | Wildcats du Kentucky | SR     | 13 | 138   | 78        | 60        | 2         | 0         | 0     | 5             | 0             | 3             | 0             |  |         |         |
| Totaux | Totaux               | Totaux | 45 | 394   | 250       | 144       | 6         | 2         | 0     | 5             | 0             | 3             | 0             |  |         |         |

## Carrière professionnelle
Woodyard assiste au NFL Scouting Combine  à Indianapolis, dans l'Indiana, et réalise les performances suivantes :
| Taille             | Poids           | Bras | Main | Sprint   | Sprint   | Sprint   | Shuttle 20 yards | 3 cones drill | Détente        | Détente          | Développé couché | Test Wonderlic |
| Taille             | Poids           | Bras | Main | 40 yards | 10 yards | 20 yards | Shuttle 20 yards | 3 cones drill | verticale      | horizontale      | Développé couché | Test Wonderlic |
| 6 ft 1 in (1,85 m) | 219 lbs (99 kg) | -    | -    | 4,51 s   | 1,52 s   | 2,58 s   | 4,25 s           | 7,15 s        | 30 in (0,75 m) | 9 ft 10 in (3 m) | -                | -              |

### Broncos de Denver (2008-2013)
Le 29 avril 2008, les Broncos de Denver et Woodyard signent un contrat de 1,17 million de dollars d'une durée de trois ans assorti d'une prime de 20 000 dollars à la signature du projet Woodyard, après qu'il n'ait pas été sélectionné à la draft 2008 de la NFL,.

#### Saison 2008
Tout au long du camp d'entraînement, Woodyard concourt pour un poste de linebacker extérieur contre Boss Bailey (en), Nate Webster (en), Jamie Winborn (en), Louis Green (en), Jordan Beck (en) et Spencer Larsen (en). L’entraîneur-chef Mike Shanahan désigne Woodyard comme linebacker de second rang derrière D. J. Williams pour le début de la saison régulière 2008.
Il fait ses débuts professionnels en saison régulière lors du match d'ouverture des Broncos de Denver contre les Raiders d'Oakland et enregistre un tacle en solo lors d'une victoire 41 à 14. Le 6 novembre, Woodyard reçoit sa première titularisation en carrière à la place de D. J. Williams, blessé au genou. Il finit le match, une victoire 34 à 30 sur les Browns de Cleveland, avec dix tacles, son record de la saison. Il termine sa saison rookie avec 55 tacles combinés (47 en solo) et une déviation de passe en 16 matchs dont six comme titualire.

#### Saison 2009
Le nouveau coordinateur défensif des Broncos, Mike Nolan (en), choisit de se convertir à une défense en base 3-4, en utilisant quatre linebackers au lieu de trois. Woodyard concourt contre Mario Haggan (en), Braxton Kelley (en) et Lee Robinson (en) pour une place dans l’alignement en tant que linebacker remplaçant. L'entraîneur-chef Josh McDaniels nomme Woodyard au poste derrière D. J. Williams et Andra Davis (en) pour le début de la saison régulière 2009. Le 10 septembre, Woodyard est nommé capitaine des équipes spéciales par ses coéquipiers.
Le 13 septembre, Woodyard enregistre trois tacles combinés, dévie une passe et intercepte une passe du quarterback Carson Palmer lors de la victoire 12 à 7 des Broncos aux Bengals de Cincinnati. Au cours de la semaine 9, il a récolté huit tacles combinés, un sommet dans la saison, lors d'une défaite de 28-10 aux Steelers de Pittsburgh. Il termine la saison avec 44 tacles (32 en solo), deux déviations de passe et une interception en 16 matchs comme titulaire

#### Saison 2010
Tout au long du camp d’entraînement de la saison 2010, Woodyard est en concurrence pour un poste de linebackerr face à Akin Ayodele (en), Joe Mays (en) et Nick Greisen (en). L'entraîneur-chef, Josh McDaniels, le nomme derrière D. J. Williams et Joe Mays.
Il est inactif pour la victoire de la semaine 4 chez les Titans du Tennessee après s'être blessé au tendon du jarret. Woodyard manque également manqué trois matchs consécutifs (semaines 6-8) après avoir aggravé sa blessure à l'ischio-jambier. Le 14 novembre, Woodyard fait son premier match de la saison comme titulaire (hors équipes spéciales) et enregistre deux tacles en solo lors d'une victoire 49 à 29 contre les Chiefs de Kansas City. Le 6 décembre, les Broncos de Denver limogent leur entraîneur-chef Josh McDaniels après leur défaite face aux Chiefs de Kansas City et un bilan de 3-9. Au cours de la 16 semaine, il récolte neuf tacles combinés, le plus haut de la saison, dans la victoire de 24-23 des Broncos contre les Texans de Houston. La semaine suivante, Woodyard enregistre cinq tacles en solo et réalise son premier sack en carrière sur le quarterback Philip Rivers lors de la défaite 33–28 des Broncos contre les Chargers de San Diego. Il termine la saison 2010 avec 37 tacles combinés (33 en solo) et un sack en 11 matchs dont trois titularisations.

#### Saison 2011
Le 29 juillet 2011, les Broncos de Denver signent Woodyard pour un contrat d'un an d'un montant de 1,85 million de dollars.
Il est élu capitaine des équipes spéciales pour la troisième année consécutive. Woodyard concourt contre D. J. Wiiliams, Lee Robinson et Braxton Kelley pour le rôle de linebacker. Il est muté au poste de linebacker extérieur après que Don Martindale, le nouveau coordinateur des Broncos, choisit de passer à une défense en base 4-3. L'entraîneur-chef John Fox désign Woodyard comme titulaire pour le début de la saison 2011 après que D. J. Williams ait un coude disloqué et doit manquer à 3-4 matchs.
Le 18 septembre, Woodyard enregistre 13 tacles combinés (10 en solo), le plus haut de la saison, et dévie une passe lors de la victoire 24 à 22 contre les Bengals de Cincinnati. La semaine suivante, il récolté dix tacles combinés (sept en solo) lors d'une défaite de 17-14 aux Titans du Tennessee. Il est rétrogradé comme réserviste après le retour de Williams lors de  la semaine 5. Woodyard rate la victoire des Broncos de la semaine 10 des Chiefs après s'être blessé à une épaule la semaine précédente. Il termine la saison 2011 avec 97 tacles (67 en solo) et deux déviations de passe en 15 matchs dont 7 en tant que titulaire.

#### Saison 2012
Le 19 mai 2012, les Broncos signent un contrat de 3,5 millions de dollars sur deux ans avec Woodyard. Il fait son entrée dans le camp d’entraînement de la saison 2012,désigné comme linebacker titulaire après D. J. Williams est suspendu pour six matchs pour avoir échoué à un test de contrôle des drogues améliorant la performance. Il est confronté à une concurrence mineure de Danny Trevathan, Cyril Obiozor et Mike Mohamed.
Il commence le match d'ouverture des Broncos contre les Steelers de Pittsburgh et enregistre 12 tacles en solo, un sommet en carrière, et a un sack sur Ben Roethlisberger lors de la victoire 31 à 19. Le 28 octobre, Woodyard récolte 13 tacles combinés (neuf en solo), deux déviations de passes et un sack, le plus haut de la saison, et intercepte une passe de Drew Brees lors de la victoire de 34–14 des Broncos contre les Saints de La Nouvelle-Orléans. La semaine suivante, il accumule 14 tacles (quatre en solo), un sommet dans la saison, lors de la victoire 31 à 23 des Broncos aux Bengals de Cincinnati. Woodyard est inactif pour la victoire de la semaine 14 des Broncos contre les Raiders d'Oakland en raison d'une blessure à la cheville qu'il a eu au match précédent. Au cours de la semaine 16, il récolte huit tacles combinés et 1,5 sacks, son record de la saison, alors que Denver bat les Browns de Cleveland 34–12. Il terminé la saison 2012 avec un total de 117 tacles combinés (73 en solo), six déviations de passes, 5,5 sacks et un sommet en carrière de trois interceptions en 15 matchs et 14 titularisations.

#### Saison 2013
Woodyard commence le camp d’entraînement de la saison 2013 désigné comme linebacker titulaire. Le 20 août 2013, Von Miller est suspendu pour les six premiers matchs pour avoir enfreint la politique de la Ligue en matière de toxicomanie. Le coordinateur défensif, Jack Del Rio, transfèré Nate Irving (en) au poste de Woodyard et laisse celui-ci prendre le rôle de linebacker central. L'entraîneur-chef John Fox désigne officiellement Woodyard comme titulaire pour commencer la saison régulière, aux côtés de Nate Irving et Danny Trevathan.
Woodyard se blesse au cou lors de la victoire de la semaine 5 des Broncos contre les Cowboys de Dallas et ne peut pas participer aux deux matchs suivants (semaines 6 à 7). Le 24 novembre, Woodyard enregistré 15 tacles (sept en solo), le plus haut de la saison, lors d'une défaite de 34–31 aux Patriots de la Nouvelle-Angleterre. La semaine suivante, il récolte 5 tacles en solo, dévie une passe et intercepte une passe d'Alex Smith lors de leur victoire 35 à 28 contre les Chiefs de Kansas City. Après une série de mauvaises performances, Woodyard est délaissé en faveur du vétéran Paris Lenon (en) pour les quatre derniers matchs de la saison. Il termine la saison 2013 avec 84 tacles combinés (48 en solo), quatre déviations par passe, 1,5 sacks et une interception en 14 matchs. Les Broncos le sélectionnent pour le Walter Payton Man of the Year Award en 2013.
Woodyard devient agent libre sans restriction en 2014 et visite les Patriots et les Titans, tout en suscitant l'intérêt des Cowboys et des Ravens de Baltimore. Il déclare que son intention initiale est de rester avec les Broncos, mais il ne reçoit pas d'offre de contrat de leur part.

### Titans du Tennessee (2014-présent)

#### Saison 2014
Le 14 mai 2014, les Titans du Tennessee et Woodyard signent un contrat de 15,75 millions de dollars sur quatre ans, comprenant 4,75 millions de dollars garantis et d'une prime à la signature de 3 millions de dollars,.
L'entraîneur-chef Ken Whisenhunt (en) nomme Woodyard linebacker gauche titulaire pour la saison 2014, en face de Zaviar Gooden (en), aux côtés des linebackers extérieurs, Kamerion Wimbley (en) et Derrick Morgan (en).
Woodyard fait ses débuts avec les Titans à l'ouverture de leur saison chez les Chiefs de Kansas City. Il enregistré cinq tacles en solo et sacke Alex Smith lors d'une victoire de 26-10. Le 27 septembre, Woodyard accumule neuf tacles, record de la saison, dévie deux passes et intercepte une passe d'Andrew Luck lors de leur défaite 41–17 face aux Colts d'Indianapolis. Il termine la saison avec 94 tacles combinés (53 en solo), trois déviations de passe, 2,5 sacks et deux interceptions en 16 matchs.

#### Saison 2015
Tout au long du camp d'entraînement, Woodyard rivalise avec Avery Williamson, Zach Brown et Zaviar Gooden (en) pour un poste de linebacker titulaire. L'entraîneur-chef Ken Whisenhunt le nomme réserviste derrière Avery Williamson et Zach Brown pour commencer la saison régulière 2015.
Au cours de la semaine 2, il réalise deux tacles en solo, un sack sur le quarterback Johnny Manziel et force un fumble dans une défaite 28–14 contre les Browns de Cleveland. Il est promu dans la formation de départ devant Zach Brown avant le match des Titans contre les Bills de Buffalo lors de la semaine 4. Le 18 octobre, Woodyard enregistre dix tacles (huit en solo), le plus haut de la saison, et son second sack de la saison sur le quarterback Ryan Tannehill lors de la défaite 38–10 des Titans contre les Dolphins de Miami. Le 4 novembre, les Titans du Tennessee limogent l'entraîneur-chef Ken Whisenhunt après leur chute à un bilan de 1 à 6. L'entraîneur des tight ends, Mike Mularkey, est nommé entraîneur-chef par intérim pour le reste de la saison. Woodyard termine la saison 2015 avec 87 tacles combinés (54 en solo) et cinq sacs en 16 matchs.

#### Saison 2016
Woodyard entre dans le camp d’entraînement de la saison 2016 en tant que titulaire après le départ de Zach Brown pour les Bills de Buffalo en tant qu'agent libre. Le coordinateur défensif Dick LeBeau le confirme titulaire avec d’Avery Williamson, Brian Orakpo et Derrick Morgan (en).
Au cours de la semaine 12, Woodyard enregistre cinq tacles en solo, un record en carrière de trois déviations de passe et il intercepte une passe de Jay Cutler lors de la victoire 27-21 aux Bears de Chicago. Le 1er janvier 2017, il récolte un total de six tacles combinés, le plus haut de la saison, lors de la victoire des Titans contre les Texans de Houston sur le score de 24-1. Il termine la saison avec 57 tacles combinés (42 en solo), cinq déviations de passe, deux sacks et une interception en 16 matchs dont dix comme titulaire.

#### Saison 2017
Le 15 mars 2017, les Titans signent Woodyard pour une prolongation de 10,5 millions de dollars sur trois ans, comprenant une garantie de 2 millions de dollars,.
L’entraîneur-chef Mike Mularkey le nomme au poste de linebacker pour la saison 2017 à la suite du départ de Sean Spence (en) pour les Colts d’Indianapolis comme agent libre.
Le 5 novembre 2017, lors d'une victoire 23-20 contre les Ravens de Baltimore, Woodyard enregistre 14 tacles (9 en solo), le nombre le plus élevé de la saison. Au cours de la semaine 15, il récolte dix tacles combinés (sept en solo) et un sack dans une défaite de 25-23 aux 49ers de San Francisco. Woodyard termine la saison 2017 avec 124 tacles (84 en solo), cinq déviations de cinq passe et cinq sacks, soit un sommet en carrière, en 16 matchs, tous comme titulaire. Pro Football Focus attribue à Woodyard une note globale de 78,6, ce qui lui vaut la 28e meilleure note parmi tous les linebackers qualifiés en 2017.

#### Saison 2018
Le 11 novembre 2018, lors de la semaine 10, une victoire de 34-10 sur les Patriots de la Nouvelle-Angleterre, Woodyard enregistre 10 tacles et 1,5 sacks. Cette performance lui vaut le titre de joueur défensif de la semaine dans l'AFC. Woodyard termine la saison 2018 avec 113 tacles, 4,5 sacks et deux déviations de passe.

#### Saison 2019
En semaine 7 contre les Chargers de Los Angeles, Woodyard enregistre six tackles et un fumble forcé dans la victoire 23-20. Le fumble forcé de Woodyard se produit à la fin du quatrième quart-temps lorsqu'il enlève le ballon à Melvin Gordon sur la ligne de but et que son coéquipier Jurrell Casey fait la récupération.
Les Titans sont qualifiés pour les séries éliminatoires et affrontent les Patriots de la Nouvelle-Angleterre lors du tour de wild card. Lors du match, une victoire 20-13, Woodyard effectue trois tackles, dont deux en solo. Au tour suivant, le divisionnaire, contre les Ravens de Baltimore, il a cinq tackles, tous en solo. Le Tennessee gagne 28-12 et se qualifie pour la finale de conférence AFC où ils rencontrent les Chiefs de Kansas City. Lors de la défaite 24-35, Woodyard réalise trois tackles en solo.

## Statistiques NFL

### Saison régulière
| Année                   | Équipe                  | MJ                      |       | Plaquages | Plaquages | Plaquages | Plaquages |       | Interceptions | Interceptions | Interceptions | Interceptions |  | Fumbles | Fumbles |
| Année                   | Équipe                  | MJ                      | Total | Seul      | Ast.      | Sacks     | Nb.       | Yards | Déf.          | TD            | Nb.           | Rec.          |  |         |         |
| 2008                    | Broncos de Denver       | 16                      | 55    | 47        | 8         | 0         | 0         | 0     | 1             | 0             | 0             | 0             |  |         |         |
| 2009                    | Broncos de Denver       | 16                      | 44    | 32        | 12        | 0         | 1,0       | 0     | 2             | 0             | 1             | 0             |  |         |         |
| 2010                    | Broncos de Denver       | 11                      | 37    | 33        | 4         | 1         | 0         | 0     | 0             | 0             | 0             | 0             |  |         |         |
| 2011                    | Broncos de Denver       | 15                      | 97    | 67        | 30        | 0         | 0         | 0     | 2             | 0             | 2             | 0             |  |         |         |
| 2012                    | Broncos de Denver       | 15                      | 117   | 73        | 44        | 5,5       | 3         | 40    | 6             | 0             | 1             | 1             |  |         |         |
| 2013                    | Broncos de Denver       | 14                      | 84    | 48        | 36        | 1,5       | 1         | 0     | 4             | 0             | 2             | 0             |  |         |         |
| 2014                    | Titans du Tennessee     | 16                      | 94    | 53        | 41        | 2,5       | 2         | 20    | 3             | 0             | 0             | 0             |  |         |         |
| 2015                    | Titans du Tennessee     | 16                      | 87    | 54        | 33        | 5,0       | 0         | 0     | 0             | 1             | 1             | 1             |  |         |         |
| 2016                    | Titans du Tennessee     | 16                      | 57    | 42        | 15        | 2,0       | 1         | 21    | 5             | 0             | 0             | 0             |  |         |         |
| 2017                    | Titans du Tennessee     | 16                      | 124   | 84        | 40        | 5,0       | 0         | 0     | 5             | 1             | 0             | 2             |  |         |         |
| 2018                    | Titans du Tennessee     | 14                      | 113   | 69        | 44        | 4,5       | 0         | 0     | 2             | 0             | 0             | 1             |  |         |         |
| 2019                    | Titans du Tennessee     | 15                      | 41    | 24        | 17        | 1,0       | 0         | 0     | 1             | 0             | 1             | 0             |  |         |         |
| Totaux chez les Broncos | Totaux chez les Broncos | Totaux chez les Broncos | 435   | 301       | 134       | 8,0       | 5         | 40    | 15            | 0             | 6             | 1             |  |         |         |
| Totaux chez les Titans  | Totaux chez les Titans  | Totaux chez les Titans  | 516   | 326       | 190       | 20,0      | 3         | 41    | 16            | 0             | 2             | 4             |  |         |         |
| Totaux en NFL           | Totaux en NFL           | Totaux en NFL           | 951   | 627       | 324       | 28,0      | 8         | 81    | 31            | 0             | 8             | 5             |  |         |         |

### Séries éliminatoires
| Année                   | Équipe                  | MJ                      |       | Plaquages | Plaquages | Plaquages | Plaquages |       | Interceptions | Interceptions | Interceptions | Interceptions |  | Fumbles | Fumbles |
| Année                   | Équipe                  | MJ                      | Total | Seul      | Ast.      | Sacks     | Nb.       | Yards | Déf.          | TD            | Nb.           | Rec.          |  |         |         |
| 2011                    | Broncos de Denver       | 2                       | 1     | 1         | 0         | 0         | 0         | 0     | 0             | 0             | 0             | 0             |  |         |         |
| 2012                    | Broncos de Denver       | 1                       | 7     | 7         | 0         | 0         | 0         | 0     | 0             | 0             | 0             | 0             |  |         |         |
| 2013                    | Broncos de Denver       | 3                       | 7     | 4         | 3         | 0         | 0         | 0     | 0             | 0             | 0             | 0             |  |         |         |
| 2017                    | Titans du Tennessee     | 2                       | 16    | 8         | 8         | 0,5       | 0         | 0     | 0             | 0             | 0             | 0             |  |         |         |
| 2019                    | Titans du Tennessee     | 3                       | 11    | 10        | 1         | 0,0       | 0         | 0     | 0             | 0             | 0             | 0             |  |         |         |
| Totaux chez les Broncos | Totaux chez les Broncos | Totaux chez les Broncos | 15    | 12        | 3         | 0,0       | 0         | 0     | 0             | 0             | 0             | 0             |  |         |         |
| Totaux chez les Titans  | Totaux chez les Titans  | Totaux chez les Titans  | 27    | 18        | 9         | 0,5       | 0         | 0     | 0             | 0             | 0             | 0             |  |         |         |
| Totaux en NFL           | Totaux en NFL           | Totaux en NFL           | 42    | 30        | 12        | 0,5       | 0         | 0     | 0             | 0             | 0             | 0             |  |         |         |